# Isabel d'Orleans (duquessa de Guisa)
Isabel d'Orleans, duquessa de Guisa (Castell d'Eu 1878 - Larache 1961). Princesa de sang de França de la casa dels Orleans amb el tractament d'altesa reial que esdevingué duquessa de Guisa i esposa del cap de la Casa Reial dels Orléans.
Nascuda al castell d'Eu, al departament francès de Seine-Maritime, el dia 7 de maig de l'any 1878, essent filla del príncep Felip d'Orléans i de la princesa Maria Isabel d'Orléans. Isabel era neta per via paterna del príncep Ferran Felip d'Orleans i de la duquessa Helena de Mecklenburg-Schwerin mentre que per via materna ho era del príncep Antoni d'Orléans i de la infanta Lluïsa Ferranda d'Espanya.
Isabel era filla del cap de la casa reial dels Orléans. Aquest fet, sumat al prestigi intel·lectual del comte de París feu que els seus fills contraguessin matrimoni dins de les principals cases reials catòliques europees. Isabel fou educada en un selecte ambient en què la cultura, i principalment la història, jugaven un rol primordial.
El 30 d'octubre de l'any 1899 es casà a Twickenham (tradicional exili dels Orléans a Anglaterra) amb el príncep Joan d'Orléans, fill del príncep Robert d'Orleans i de la princesa Francesca d'Orléans. Joan esdevingué el Cap de la Casa dels Orleans a la mort del príncep Felip d'Orléans l'any 1926 sense descendència.
Els ducs de Guisa, coneguts internacionalment com els Guisa, tingueren quatre fills:
- SAR la princesa Isabel d'Orléans, nada a París l'any 1900 i morta a Neuilly-sur-Seine el 1983. Es casà en primeres núpcies l'any 1923 amb el comte Bruno d'Harcourt, membre d'una aristòcrata família francesa pròxima als Orléans, en segones núpcies es casà l'any 1934 amb el príncep Pierre Murat.

- SAR la princesa Francesca d'Orléans, nada el 1902 a París i morta el 1953 a París. Es casà l'any 1929 a Palerm amb el príncep Cristòfor de Grècia.

- SAR la princesa Anna d'Orléans, nada al Castell del Nouvion-en-Thiérache el 1906 i morta a Capo di Sorrento el 1986. Es casà a Nàpols l'any 1927 amb el príncep Amadeu de Savoia-Aosta.

- SAR el príncep Enric d'Orleans, nat el 1908 al Castell del Nouvion-en-Thiérache 1908 i mort al mateix castell el 1999. Es casà l'any 1931 a Palerm amb la princesa Isabel d'Orleans-Bragança, princesa imperial del Brasil.

El 21 d'abril de l'any 1961, la princesa Isabel de Guisa morí a Larache, al Marroc, on els Orléans posseïen una important finca agrícola i ramadera.